# The Undefeated (film 1949)
The Undefeated è un documentario del 1949 diretto da Paul Dickson.
Nel 1951 fu presentato in concorso alla 1ª edizione del Festival di Berlino.

## Trama
Il documentario affronta l'argomento delle disabilità riportate da uomini e donne durante i due conflitti mondiali, mostrando i progressi di un ex-pilota di idroplano sottoposto al programma di riabilitazione del Ministero delle pensioni britannico.

## Riconoscimenti
The Undefeated si aggiudicò nel 1951 il premio BAFTA e l'Orso di bronzo come miglior documentario al Festival di Berlino.